# Taracea

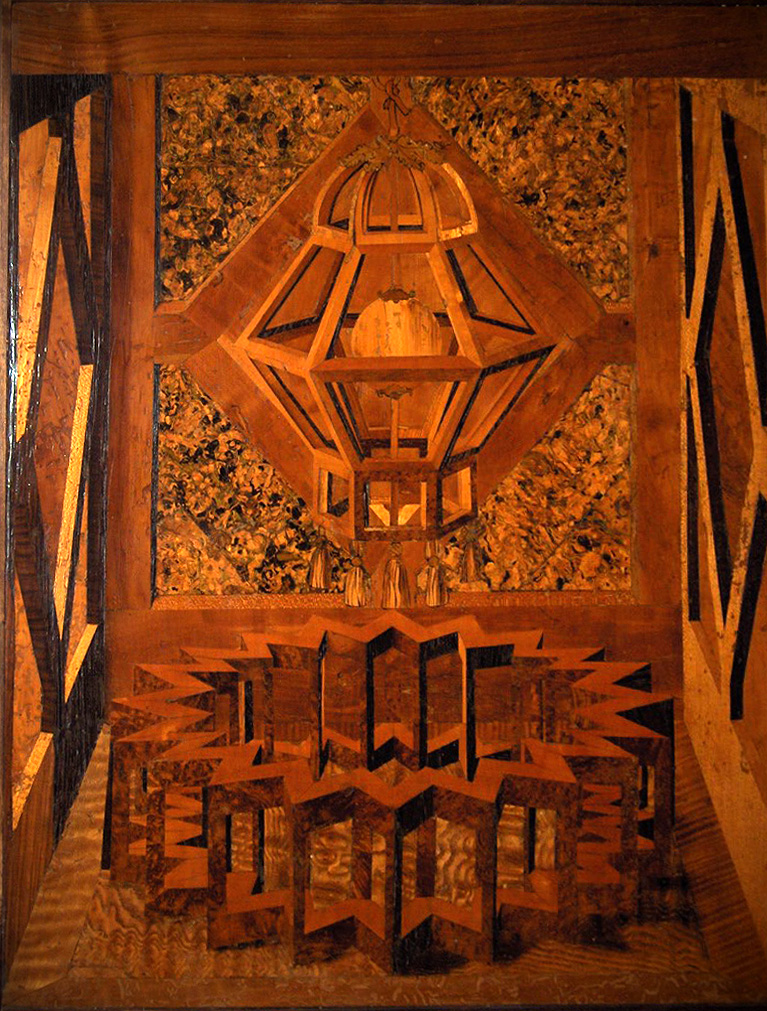
Figura geométrica (1537),
taracea de fra Damiano da Bergamo;
Museo de la Basílica
de Santo Domingo, en Bolonia, Italia.

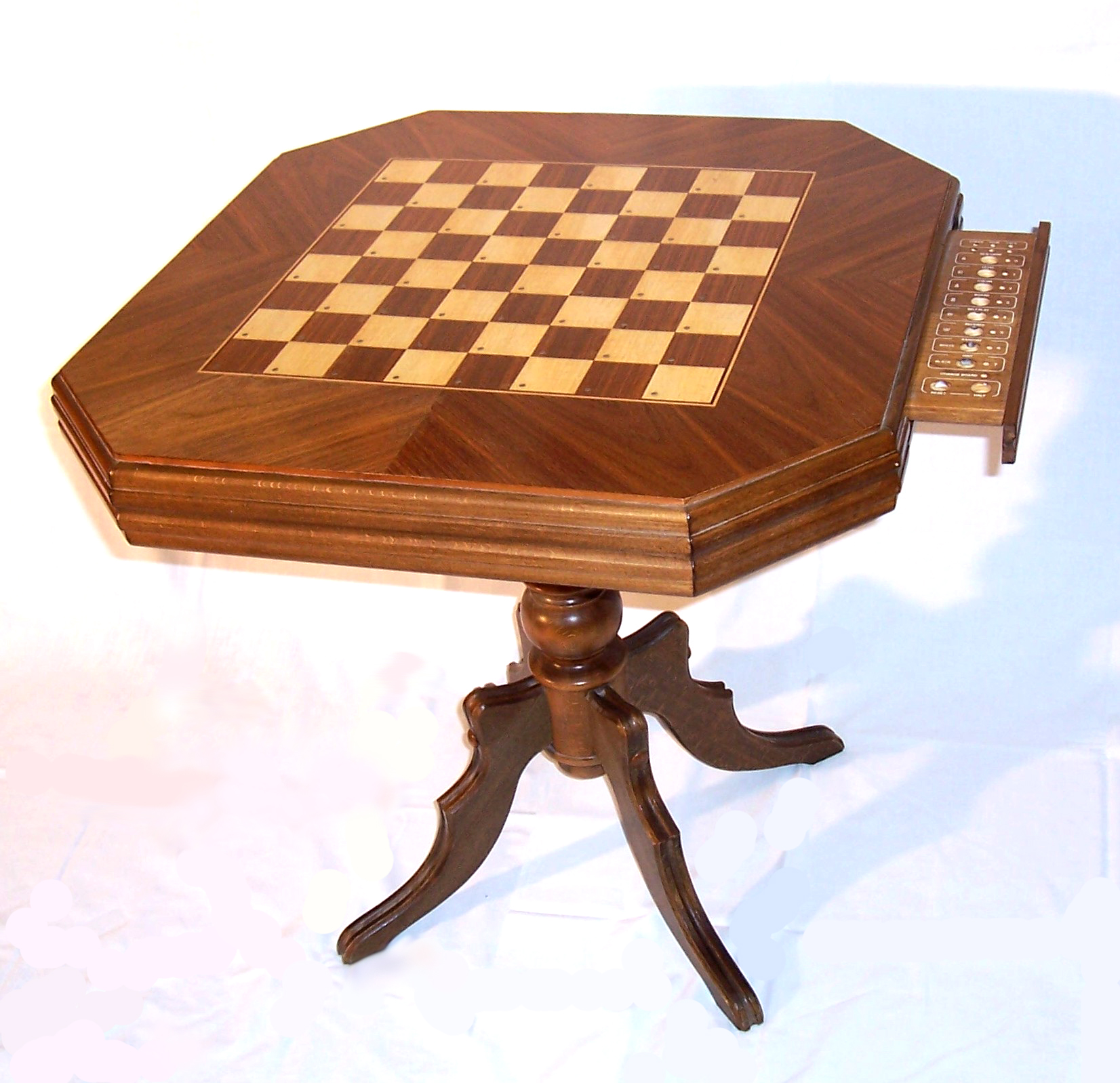
Mesa de marquetería.

La taracea es una técnica artesanal aplicada al revestimiento de pavimentos, paredes, muebles, esculturas y otros objetos artísticos. En la labor se utilizan piezas cortadas de distintos materiales (madera, concha, nácar, marfil, metales y otros similares), que se van encajando en un soporte hasta realizar el diseño decorativo. Es un trabajo de incrustación. Entre unas piezas y otras hay un efecto de contraste que depende del color y la característica del material empleado. 
Las combinaciones de piedras de distintas clases y colores se denominan mosaicos. Una variedad de ellos, usada especialmente en pavimentos, es el arte llamado cosmatesco, frecuente en Italia.
En pavimentos de madera como parqué y tarima, es común su empleo para decoración en forma de fajas, medallones, grecas y demás motivos de decoración, muy común entre los palacios de la realeza europea.

## Historia

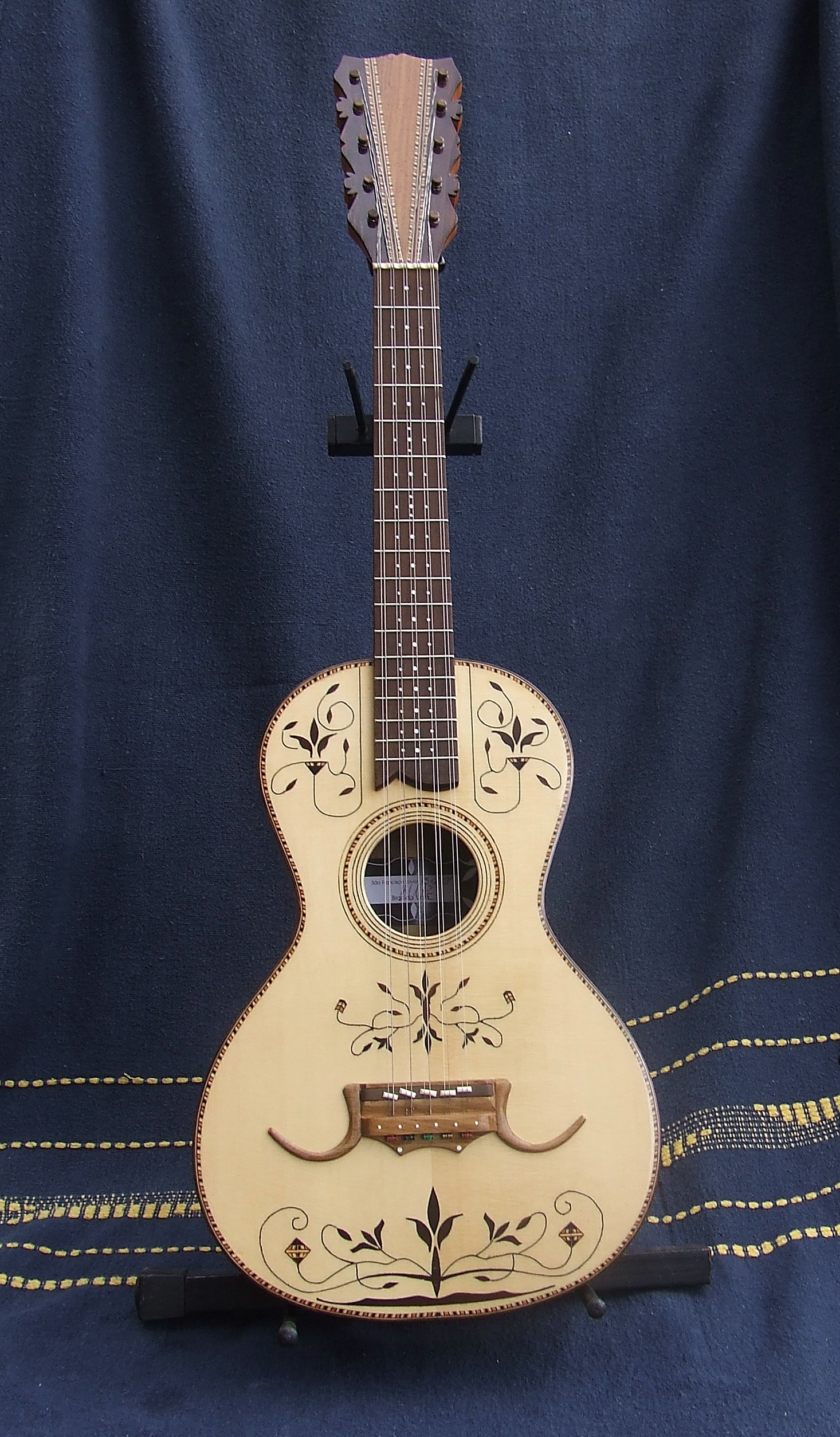
Viola caipira trabajada con marquetería

Se tiene noticia de trabajos de taracea de la época sumeria en Mesopotamia (3000 a. C.) y de la dinastía Ming (1368-1644) en China. Se difundió por Asia Menor (actual Turquía) y más tarde los romanos la adoptaron cuando entraron en contacto con el mundo helenístico. Llamaron a este arte incrustatio o loricatio. Plinio el Viejo hace una extensa descripción de esta técnica en su obra Naturalis historia. Las piezas con que se hacían las incrustaciones, las llama crustae. Los árabes introdujeron esta técnica en España, por eso taracea deriva de la palabra árabe Tar'sia, que significa incrustación.
Entre 1440 y 1550 la taracea alcanza su máxima expansión al amparo del gusto por el arte y el lujo de las nuevas clases adineradas, desarrollando lo que será definido por André Chastel como el «cubismo del Renacimiento».
En la actualidad esta técnica perdura en Damasco y Granada.

## Algunas taraceas
- Taracea en piedra dura
- Taracea en madera (tarsia o intarsia)
- Taracea en escayola